# غوردون بي. ديفيدسون
غوردون بي. ديفيدسون (بالإنجليزية: Gordon B. Davidson)‏ هو محامي أمريكي، ولد في 24 يونيو 1926 في لويفيل في الولايات المتحدة، وتوفي بنفس المكان في 17 يوليو 2015.